# Francis Bacon (filosoof)
Francis Bacon, 1e Burggraaf van St Albans (Strand (Londen), 22 januari 1561 – Highgate, 9 april 1626) was een Engelse filosoof, staatsman, advocaat, jurist, auteur en pionier van de wetenschappelijke methode. Hij werd ook Lord Verulam genoemd. Hij werd Attorney General en Lord Chancellor van Engeland. Hoewel hij politiek in 1621 in ongenade viel, bleef hij toch extreem invloedrijk door zijn werken, vooral als filosofische advocaat en beoefenaar van de wetenschappelijke methode tijdens de wetenschappelijke revolutie. Bacon wordt daarom wel de vader van het empirisme genoemd.

## Leven
Francis Bacon was de zoon van een gerenommeerd jurist en zijn moeder kwam ook uit een intellectuele familie. Hij had een jongere broer, Anthony. Wat opleiding betreft volgde Bacon zijn vaders voetstappen: hij studeerde rechten aan de Universiteit van Cambridge en Gray’s Inn, een van de vier Londense gerechtshoven, die ook studiecentra waren. In Cambridge las hij onder andere werken van Aristoteles en Plato. Het is waarschijnlijk hier dat hij kennis maakte met het gedachtegoed van presocratische denkers. Op het moment dat Bacon de universiteit verliet, had hij het gedachtegoed van Plato verworpen. Toch had hij veel van Plato geleerd.
Vanuit Cambridge vertrok Bacon naar Gray’s Inn om zijn studie rechten te vervolgen. Die studie brak hij af in 1577, omdat hij toen bij de ambassadeur van Frankrijk ging werken. Hij toonde grote nieuwsgierigheid voor allerlei dingen, zoals het verband tussen trilling en geluid.
In 1579 overleed Bacons vader. Bacon erfde maar een klein deel van zijn vaders kapitaal (1/50 deel) en zijn financiële situatie werd hierdoor niet beter. Zijn leven werd gekenmerkt door twee ambities: een politieke en een filosofische.
Bacon werd Attorney General  van Engeland in 1613 en Lord Chancellor in 1618. In 1621 eindigde zijn politieke carrière doordat Bacon ervan beschuldigd werd steekpenningen te hebben aangenomen. Hij moest hierdoor aftreden.
Bacon was geridderd in 1603, en verkreeg zowel de titel graaf van Verulam in 1618, als burggraaf van St Albans in 1621; omdat hij in 1626 stierf zonder erfgenamen, stierven beide peerages uit na zijn dood. Men nam aan dat hij stierf aan longontsteking, opgelopen toen hij de effecten van het invriezen van vlees op de houdbaarheid bestudeerde., waarbij hij een stuk gevogelte met sneeuw had ingewreven en volgestopt. Echter, van veel koude krijgt men in het algemeen niet meteen een longontsteking. Het is waarschijnlijker dat Bacon is overleden aan een ander experiment: vlak voor zijn vertrek uit Londen heeft Bacon geëxperimenteerd met kaliumnitraat en opium, beide tegelijkertijd omdat hij dacht met deze middelen zijn leven te verlengen. Dit brengt hem in een zeldzame historische groep van wetenschappers die gedood werden door hun eigen experimenten.

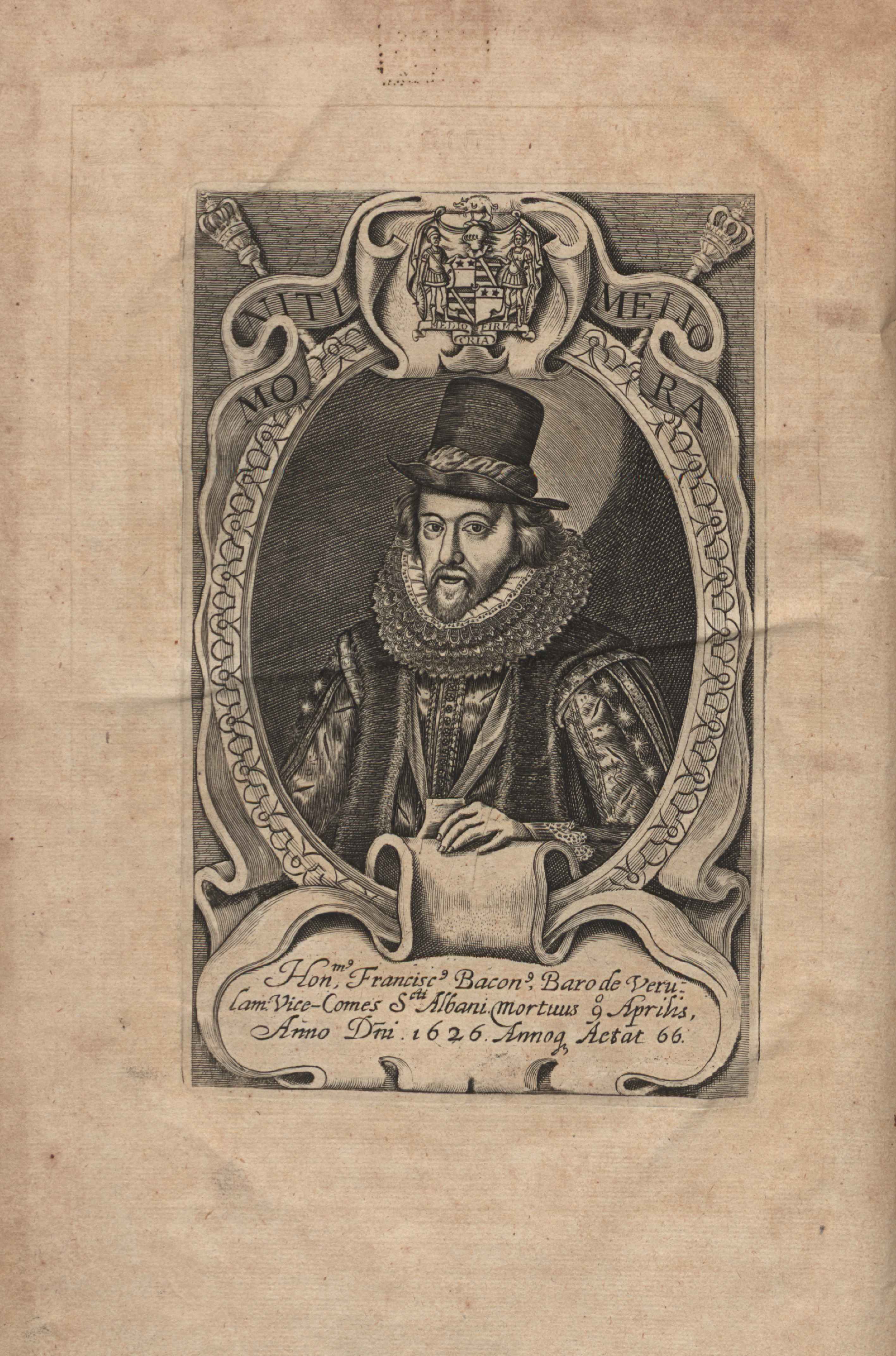
Bacon, Sylva sylvarum

## Werk
Tussen 1607 en 1612 schreef Bacon twaalf filosofische werken. Sommige kort, andere nauwelijks begonnen en slechts één is afgemaakt (De sapientia veterum).
In 1605 publiceerde hij de Advancement of Learning. Bacon hoopte dat er hierdoor een nieuw soort wetenschap zou ontstaan. Er bleek echter vrij weinig interesse voor. Hij schreef onder andere Thoughts and Impressions, waarin hij stelde dat onderzoekers als kleine kinderen moeten zijn en dat zij door experimenten en inductie het alfabet van de natuur kunnen leren.
In New Atlantis (1627) wil Bacon duidelijk de wetenschappers ergens van bewust maken. Hij stelt in dit werk dat er niet doorgegaan moet worden op Plato's rationalistische weg (gebaseerd op deductie vanuit in het intellect ontdekte absoluten), maar dat men de zintuigen moet gebruiken om tot conclusies te komen. Daarnaast is Het nieuwe Atlantis een technologische utopie roman, waarin wetenschap en techniek worden gezien als brengers van vooruitgang. Technische verworvenheden zorgen voor beheersing en aanpassing van de natuur, en uiteindelijk tot vermeerdering van gezondheid, rijkdom en het menselijke geluk.
Uit zijn Meditationes Sacrae komt het gezegde scientia potentia est (kennis is macht).

### Wetenschappelijke methode
Bacon heeft de inductie gepresenteerd als methode voor wetenschappelijk onderzoek en de werking ervan in detail en met voorbeelden beschreven. De inductieve methode wordt daardoor wel de Baconiaanse methode wordt genoemd, of simpelweg de wetenschappelijke methode. Zijn eis voor een geplande procedure van het onderzoeken van alle dingen markeerde een nieuwe draai in het retorische en theoretische kader van de wetenschap, waarvan een groot deel opvattingen van de juiste methodologie tot op de dag van vandaag omgeeft. Zelf voerde hij weinig experimenten uit, en hij deed geen significante ontdekkingen.
Bacon werkte tussen 1613 en 1619 aan verschillende stukken bestemd voor The New Organon. Hierin vervolgt hij zijn beschrijving van zijn nieuwe inductie-wetenschap:
The senses, to which these particulars are for the most part available, can try the experiment, but only operation can establish the axiom which scientific definition becomes.
In de Instauratio Magna, dat echter nooit afgekomen is, wil Bacon ook zijn visie op de wetenschap en een nieuwe manier van onderzoeken beschrijven.

## Bacon en Shakespeare
De theorie dat Bacon de auteur zou zijn van Shakespeares werken dateert uit het midden van de negentiende eeuw en werd voorgesteld door Delia Bacon, een nazaat van Francis Bacon. Inmiddels is er in academische kringen nog weinig steun voor theorieën die een andere auteur dan de bard van Stratford veronderstellen.

## Afbeeldingen

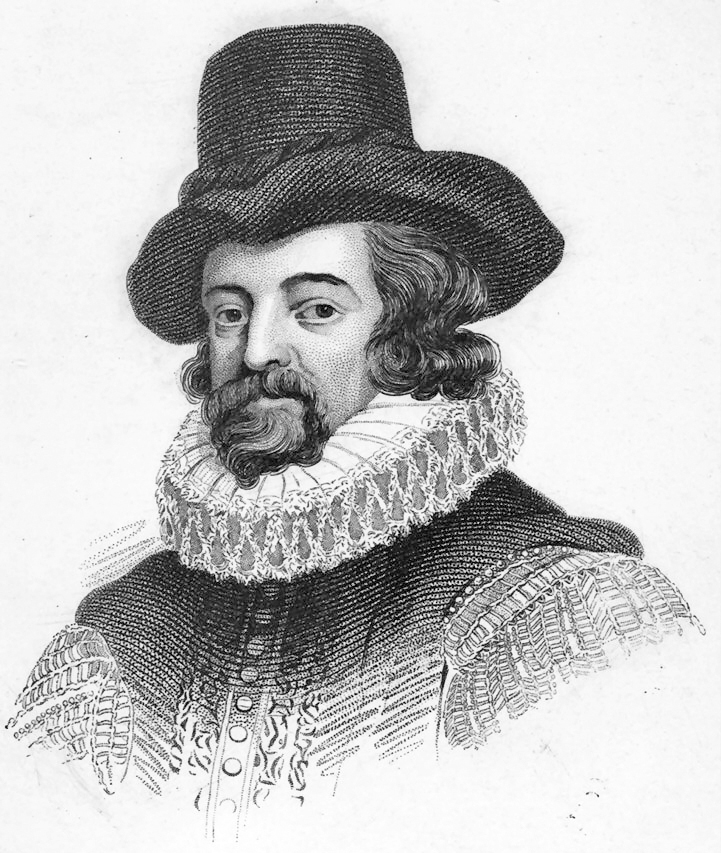
Francis Bacon
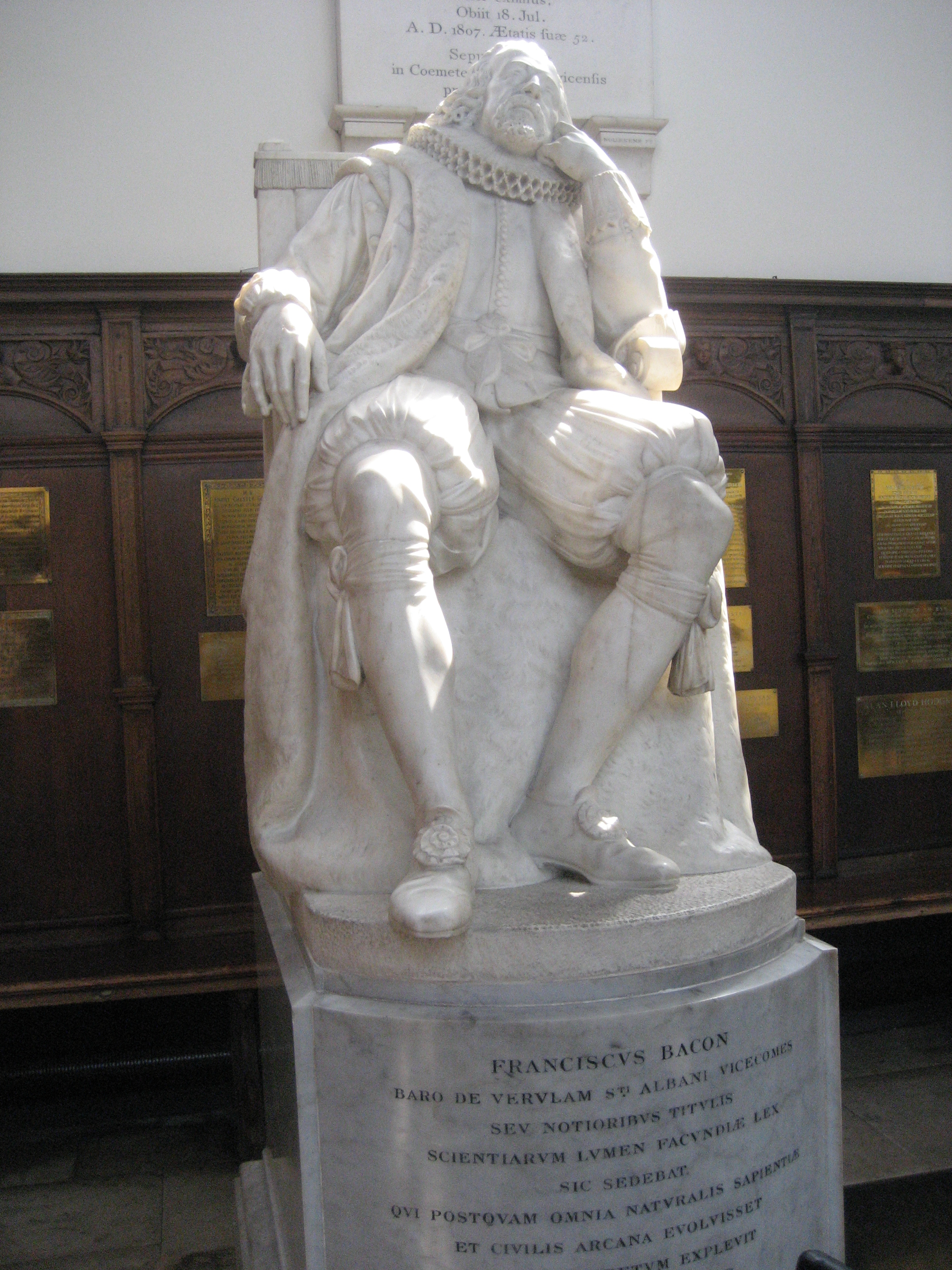
Beeld van Francis Bacon door Henry Weekes in Trinity College in Cambridge

## Publicaties
- Essays, 1597
- Colours of Good and Evil, 1597
- Meditationes Sacrae, 1597
- The Proficience and Advancement of Learning, 1605. Bewerkt en uitgebreid in het Latijn als:
- De dignitate et augmentis scientiarum, 1623
- In felicem memoriam Elizabethae (een lofzang op koningin Elisabeth), 1609
- Novum Organum, 1620
- Astrologia Sana, 1621
- The New Atlantis, 1627

### In Nederlandse vertaling
- Francis Bacon, Essays, vert. Willem Dijkhuis, 1978. ISBN 9060093690
- Francis Bacon, Het Nieuwe Atlantis, vert. A.S.C.A. Muijen, 1988. ISBN 9026308728
- Francis Bacon, Aforismen over de natuurwetenschap, de logica en de vooruitgang, vert. Henri Oosthout, 2006. ISBN 9077070850
- Francis Bacon, Over liefde, de dood en het leven. Een keuze uit de essays, vert. Willem Dijkhuis, 2005. ISBN 9035128818
- Francis Bacon, Novum organum, vert. Willem Visser, 2015. ISBN 9089534628
- Francis Bacon, Nieuw-Atlantis, vert. Thomas Heij, 2018. ISBN 9491693530